# Noël Lafon
Noël Lafon o Nadal Lafont, in occitano, (Alvernia, 1942) è uno scrittore francese in lingua occitana.
Professore di letteratura moderna ma anche titolare del CAPES di Occitan-langue d'oc, ha creato l'associazione "Lo Convise" e pubblica dal 1992 l'omonimo giornale. Docente, direttore di mostre, animatore di serate soprattutto come musicista. Autore di numerose opere tra cui una, monumentale, su scritti cantaliani. Nel 2009 è stato nominato maggiore di Félibrige (cicala di Gardon).

## Opere
Prefazioni
- Jòrdi-Maurici Maurí, Rabusadas del Suc de la Gana, Aurillac, Lo Convise, 1999 (Notice Open Library)

Edizioni
- Auguste Bancharel, Poësias satiricas, politicas and estrachs de son òbra renaissanceista, lirica e jornalistica ed. di Nadal Lafon, Felibrige d'Auvèrnha, Aurillac, 1990 (avviso BNF)
- Jules Prax, storie occitane, poesie e discorsi francesi, testi presentati da Noël Lafon, trad. storie di Noël Lafon e Jeanne Lescure, Aurillac, Lo Convise, 1994 (avviso BNF)
- Arsène Vermenouze, Languedociens inediti, testi elaborati, presentati e annotati da Noël Lafon, in caratteri occitani classici e in caratteri originali; trans. française, Lucienne Lafon e Georges Maury, Aurillac, lo Convise, 1996 (avviso BNF)

Antologie
- Noël Lafon, Florilège de la cabrette (28 testi francesi o occitani con traduzione che celebrano questo strumento dell'Alvernia: Auguste Bancharel, Emile Bancharel, Zacharie Chanet, Arsène Vermenouze, Étienne Marcenac, Léon Boyer, Pierre Biron, Eugène Pagès, Camille Gandilhon Gens d'Armes, Pierre Géraud, Tonin Troupel, Louis Debrons, André Mazard, Jean-Simon Mathieu, Pierre Redon, Jean Fay, Jean Vezole, Zéfir Bosc, Georges Maurice Maury, Félix Daval).  Numero speciale della rivista lo Convise, Aurillac, lo Convise, 1999 (Presentazione sul sito di lo Convise[collegamento interrotto])
- Noël Lafon, Cantal Occitan Writings   : dieci secoli di scritti occitani, XI-XXI secolo, guida, antologia, repertorio di autori, traduzioni, Lucienne Lafon, Aurillac, lo Convise, 2008 (avviso BNF)[4][5][6].

Collaborazione su riviste
Lo Convise, Monde en òc .
Esposizione
- Arsène Vermenouze: catalogo della mostra, Ytrac, 28 luglio-30 settembre 2000 testo di Noël Lafon, ill. Bernadette Faucher, Aurillac, lo Convise, 2000 (Avviso Biblioteca aperta)